# Наш стяг (монета)
«Наш стяг» — пам'ятна монета номіналом 5 гривень, випущена Національним банком України, присвячена державному прапору України. Поєднання синьої та жовтої барв, яке здавна використовувалось українцями для власної ідентичності, — це кольори чистого неба і пшеничного лану, офіційно затверджені ще на прапорі Української Народної Республіки.
Монету введено в обіг 29 листопада 2022 року. Вона належить до серії «Українська держава».

## Опис монети та характеристики
| Номінал грн. | Метал      | Маса, г | Діаметр, мм | Якість виготовлення       | Гурт     | Тираж, штук |
| ------------ | ---------- | ------- | ----------- | ------------------------- | -------- | ----------- |
| 5            | нейзильбер | 16,54   | 35,0        | спеціальний анциркулейтед | рифлений | 75 000      |

### Аверс

Прапор України

На аверсі розміщено: угорі — малий Державний Герб України; на тлі променів — синьо-жовтий (використано тамподрук) стилізований прапор, що майорить, та написи: ліворуч — «2022/УКРАЇНА/5» і графічний символ гривні «/НАШ/СТЯГ», унизу — рядки з вірша «Прапор»: «СИНІЙ, ЯК МОРЕ, ЯК ДЕНЬ, ЗОЛОТИЙ — /З НЕБА І СОНЦЯ НАШ ПРАПОР ЯСНИЙ./ОЛЕКСАНДР ОЛЕСЬ» та логотип Банкнотно-монетного двору Національного банку України.

### Реверс
На реверсі в обрамленні променів зображено оздобленого орнаментами стилізованого птаха, який тримає гроно калини і символізує українську душу в її прагненні до волі та незалежності; унизу напис — «НАША ДУША».

Весь тираж 75000 монет було випущено у буклетах
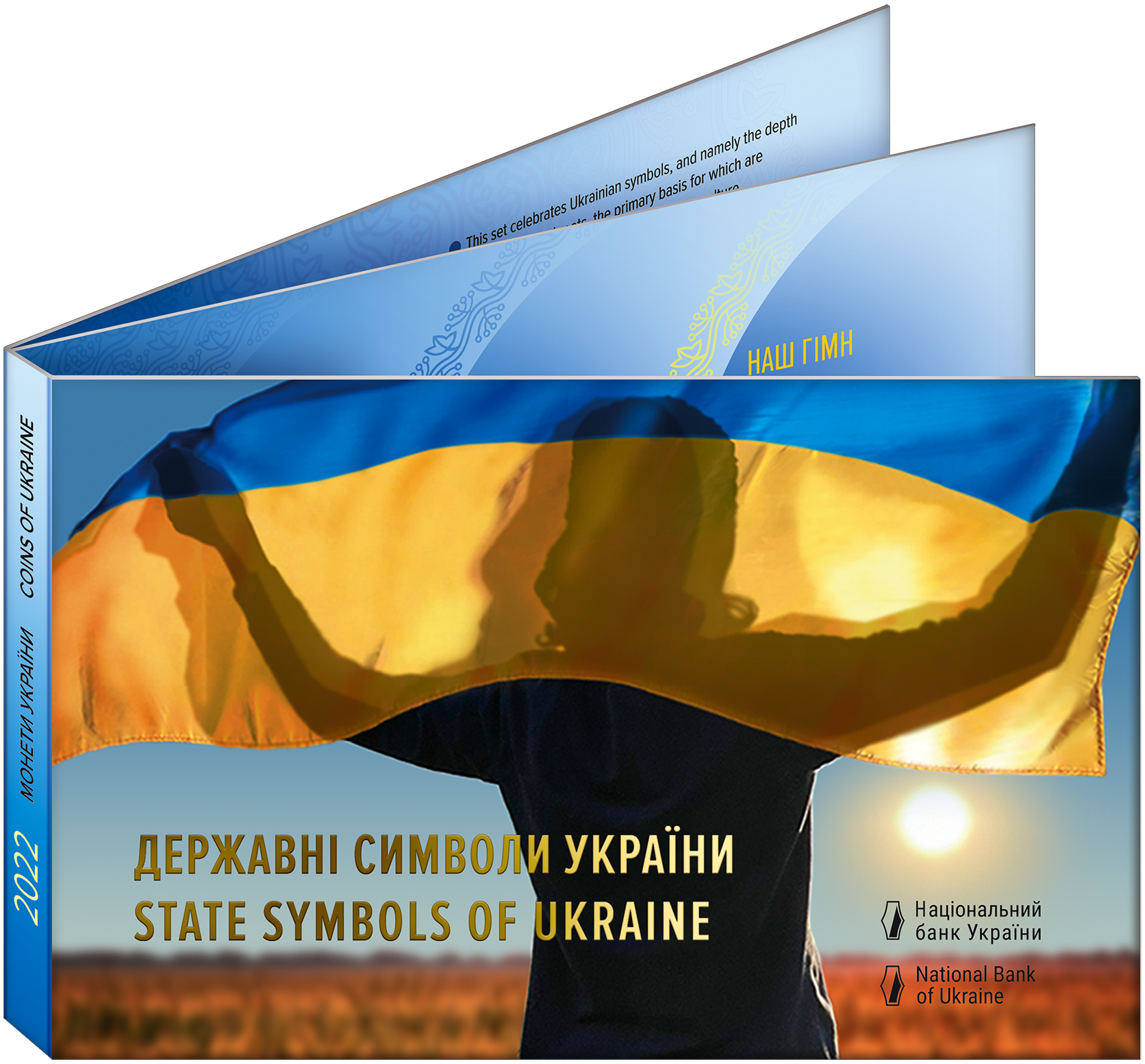
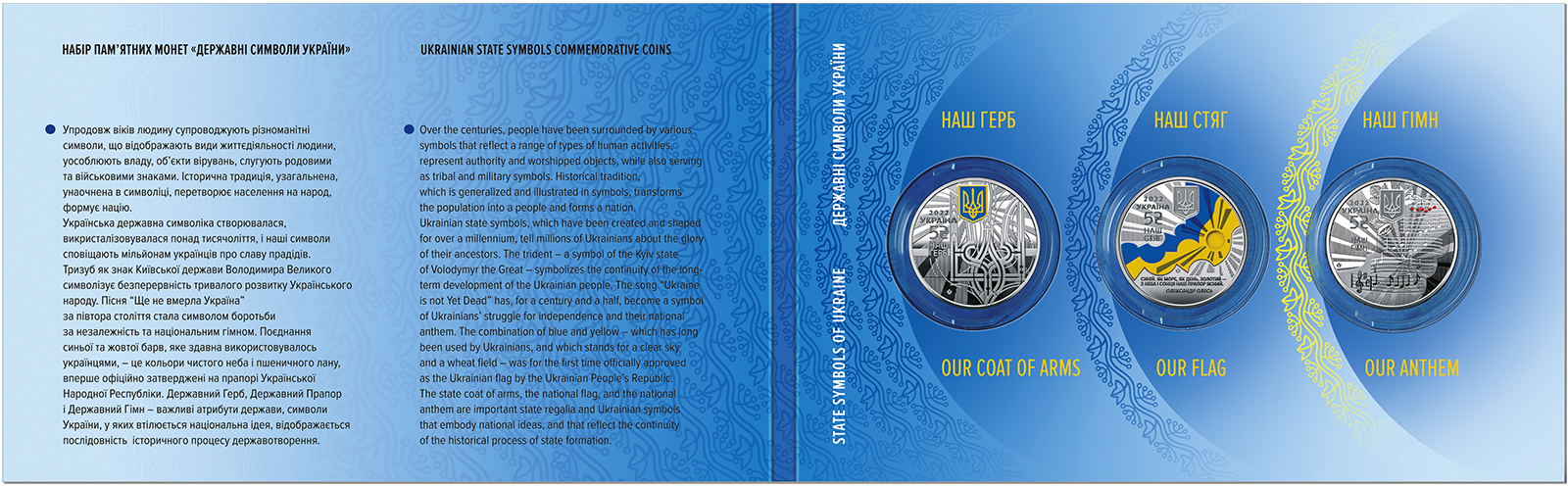
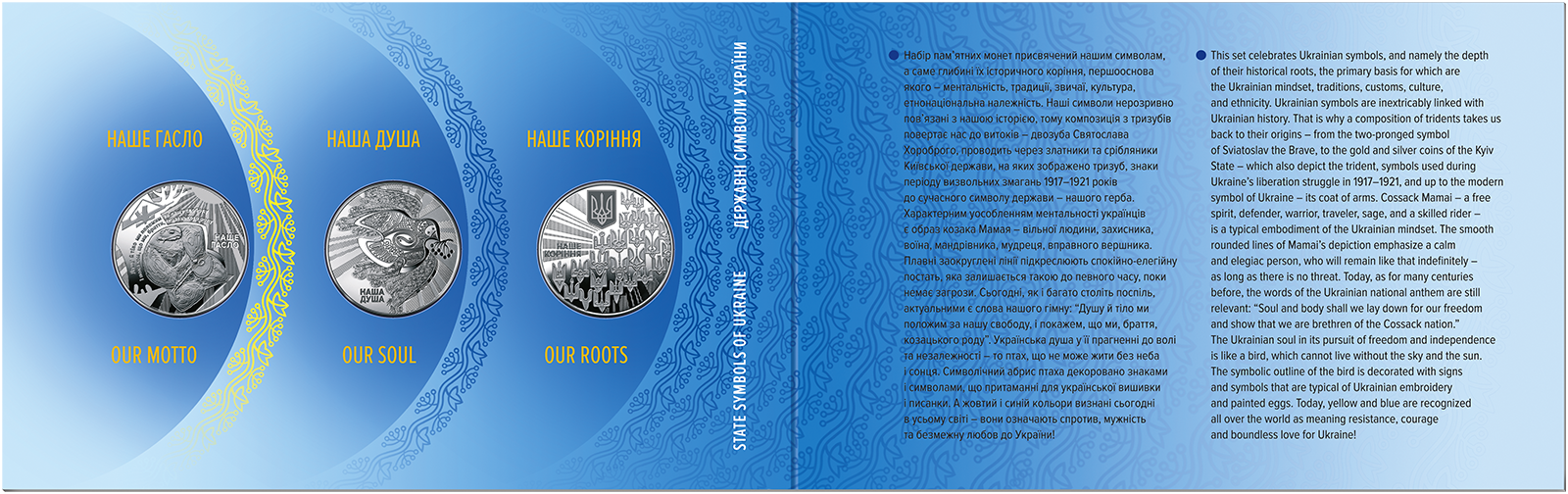

## Автори

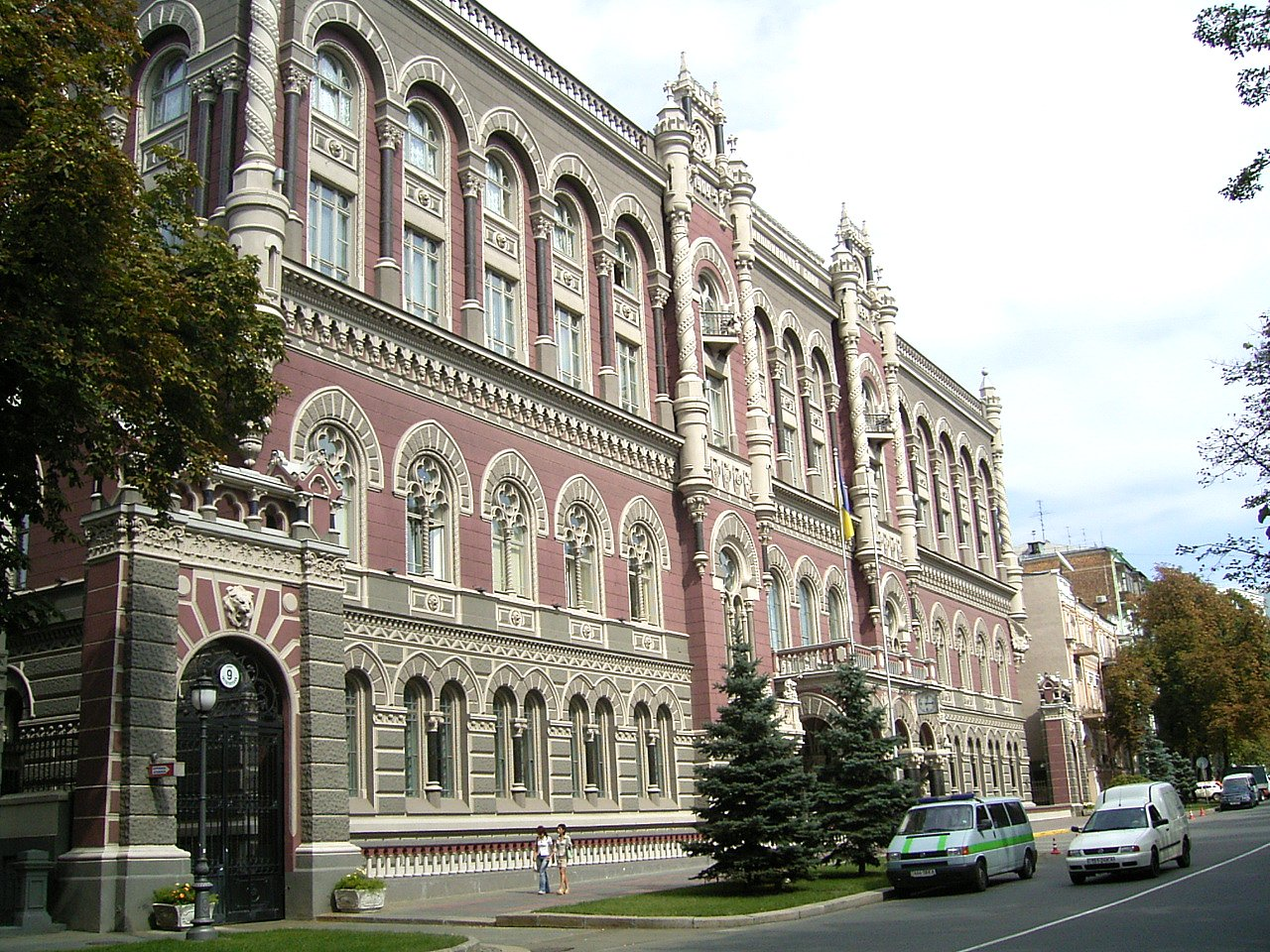
Будівля Національного банку України

- Художники: Таран Володимир, Харук Олександр, Харук Сергій.
- Скульптор — Лук'янов Юрій.

## Вартість монети
Під час введення монети в обіг 2022 року, Національний банк України реалізовував комплект з 3 монет у сувенірній упаковці за ціною 433 гривні (весь тираж у сувенірній упаковці).
Фактична приблизна вартість монети з роками змінювалася так:
| Рік        | 2023 | 2024 | 2025 |
| ---------- | ---- | ---- | ---- |
| Ціна, грн. | 220  | 400  | 400  |